# Ante Pavelić
Ante Pavelić (Bradina, 14 de julho de 1889 – Madrid, 28 de dezembro de 1959) foi um político croata que fundou e liderou a organização ultranacionalista fascista conhecida como Ustaše em 1929 e foi ditador do Estado Independente da Croácia (NDH), um estado-fantoche fascista construído em partes da Iugoslávia ocupada pelas autoridades da Alemanha Nazista e da Itália Fascista, de 1941 a 1945. Pavelić e os Ustaše perseguiram muitas minorias raciais e oponentes políticos na NDH durante a guerra, incluindo sérvios, judeus, ciganos e antifascistas, tornando-se uma das figuras-chave do genocídio dos sérvios, do Porajmos e do Holocausto no Estado Independente da Croácia.
No início de sua carreira, Pavelić era advogado e político do Partido Croata dos Direitos no Reino da Iugoslávia, conhecido por suas crenças nacionalistas e apoio à independência da Croácia. No final da década de 1920, sua atividade política se tornou mais radical, pois ele convocou os croatas a se revoltarem contra a Iugoslávia e planejou um protetorado italiano da Croácia separado da Iugoslávia. Depois que o Rei Alexandre I declarou sua Ditadura de 6 de Janeiro em 1929 e proibiu todos os partidos políticos, Pavelić foi para o exterior e conspirou com a Organização Revolucionária Interna da Macedônia (IMRO) para minar o estado iugoslavo, o que levou as autoridades iugoslavas a julgá-lo à revelia e condená-lo à morte. Entretanto, Pavelić mudou-se para a Itália Fascista, onde fundou a Ustaše, um movimento nacionalista croata com o objetivo de criar uma Croácia independente por qualquer meio, incluindo o uso do terror. Pavelić incorporou ações terroristas no programa Ustaše, como atentados a bomba em trens e assassinatos, e organizou uma pequena revolta em Lika em 1932, culminando no assassinato do Rei Alexandre em 1934, em conjunto com a IMRO. Pavelić foi novamente condenado à morte após ser julgado na França à revelia e, sob pressão internacional, os italianos o aprisionaram por 18 meses e obstruíram amplamente os Ustaše no período seguinte.
A pedido dos alemães, o veterano Ustaše Slavko Kvaternik declarou a criação do Estado Independente da Croácia em 10 de abril de 1941 em nome de Pavelić. Autodenominando-se Poglavnik, ou líder supremo, Pavelić retornou da Itália e assumiu o controle do governo fantoche. Ele criou um sistema político semelhante ao da Itália Fascista e da Alemanha Nazista. O NDH, embora constituísse uma Grande Croácia, foi forçada pelos italianos a abrir mão de diversas concessões territoriais para esta última. Após assumir o controlo, Pavelić impôs políticas largamente antissérvias e antissemitas que resultaram na morte de mais de 100.000 sérvios e judeus em campos de concentração e extermínio no NDH, assassinando e torturando várias centenas de milhares de sérvios, juntamente com dezenas de milhares de ciganos e judeus.   Estas perseguições e assassinatos foram descritos como o “episódio mais desastroso da história da Iugoslávia”.
Em 1945, Pavelić ordenou a execução dos importantes políticos do NDH, Mladen Lorković e Ante Vokić, sob acusações de traição, quando foram presos por conspirar para expulsá-lo e alinhar o NDH com os Aliados. Após a rendição da Alemanha em maio, Pavelić ordenou que suas tropas continuassem lutando mesmo após a rendição. Posteriormente, ele ordenou que o NDH fugisse para a Áustria para entregar suas forças armadas ao avanço do Exército Britânico, que se recusou e ordenou que se rendessem aos Partisans iugoslavos. Incentivados pelos ataques à sua posição, os guerrilheiros começaram a matar os Ustaše.
Pavelić fugiu para a Áustria antes de obter um passaporte falso do Vaticano e escapar para a Argentina, onde continuou a se envolver em atividades fascistas. Mais tarde, ele serviu como conselheiro de segurança do presidente argentino Juan Perón, que forneceu santuário para muitos criminosos de guerra fascistas. Em 10 de abril de 1957, Blagoje Jovović tentou matar Pavelić atirando nele. Os ferimentos resultantes levaram à sua morte em 28 de dezembro de 1959, aos 70 anos, depois de passar os últimos dois anos e meio na Espanha Franquista.

## Biografia

### Nascimento e educação
Ante Pavelić nasceu na vila herzegovina de Bradina nas encostas do Monte Ivan, ao norte de Konjic, cerca 15km a sudoeste de Hadžići, então parte do Império Otomano ocupado pelo Império Austro-Húngaro. Seus pais se mudaram para a Bósnia e Herzegovina da vila de Krivi Put, na parte central da planície de Velebit, no sul de Lika (na atual Croácia), para trabalhar na linha ferroviária Sarajevo-Metković.
Em busca de trabalho, sua família mudou-se para a vila de Jezero, nos arredores de Jajce, onde Pavelić frequentou a escola primária, ou maktab. Aqui Pavelić aprendeu tradições e lições muçulmanas que influenciaram sua atitude em relação à Bósnia e seus muçulmanos. O senso de nacionalismo croata de Pavelić surgiu a partir de uma visita a Lika com seus pais, onde ele ouviu os moradores da cidade falando croata e percebeu que não era apenas a língua dos camponeses. Enquanto frequentava a escola em Travnik, ele se tornou um adepto das ideologias nacionalistas de Ante Starčević e seu sucessor como líder do Partido dos Direitos, Josip Frank.
Problemas de saúde interromperam brevemente sua educação em 1905. No verão, ele encontrou trabalho na ferrovia em Sarajevo e Višegrad. Ele continuou seus estudos em Zagreb, cidade natal de seu irmão mais velho, Josip. Em Zagreb, Pavelić cursou o ensino médio. O fato de ele não ter concluído as aulas do quarto ano fez com que ele tivesse que refazer o exame. No início de seus dias de ensino médio, ele se juntou ao Partido Puro dos Direitos bem como à organização estudantil Frankovci, fundada por Josip Frank, o sogro de Slavko Kvaternik, um coronel austro-húngaro. Mais tarde, ele cursou o ensino médio em Senj, no ginásio clássico, onde completou suas aulas do quinto ano. Problemas de saúde interromperam novamente sua educação, e ele conseguiu um emprego na estrada na Ístria, perto de Buzet . Em 1909 ele concluiu o sexto ano em Karlovac . Suas aulas do sétimo ano foram concluídas em Senj. Pavelić se formou em Zagreb em 1910 e ingressou na Faculdade de Direito da Universidade de Zagreb . Em 1912, Pavelić foi preso por suspeita de envolvimento na tentativa de assassinato do Bano da Croácia-Eslavônia, Slavko Cuvaj. Concluiu a licenciatura em direito em 1914 e obteve o doutoramento em julho de 1915. De 1915 a 1918 trabalhou como escriturário no escritório de  Aleksandar Horvat, presidente do Partido dos Direitos. Após concluir o seu estágio, tornou-se advogado em Zagreb.

### Ascensão política
Durante a Primeira Guerra Mundial, Pavelić desempenhou um papel ativo no Partido dos Direitos. Como funcionário e amigo de seu líder Horvat, ele frequentemente participava de reuniões importantes do partido, assumindo as funções de Horvat quando este estava ausente. Em 1918, Pavelić entrou para a liderança do partido e seu Comitê Empresarial. Após a unificação do Estado dos Eslovenos, Croatas e Sérvios com o Reino da Sérvia em 1.º de dezembro de 1918, o Partido dos Direitos realizou um dia de protesto público alegando que o povo croata era contra ter um rei sérvio e que suas mais altas autoridades estaduais não haviam concordado com a unificação. Além disso, o partido expressou seu desejo por uma república croata em um programa de março de 1919, assinado pelo presidente do partido, Vladimir Prebeg e Pavelić.  Nas eleições locais de 1921 em Zagreb, Pavelić foi eleito membro da assembleia da cidade. Em nome do partido, ele contatou Nikola Pašić, o primeiro-ministro iugoslavo e membro do Partido Radical Popular, com o objetivo de enfraquecer o Partido Camponês Croata (HSS),  o partido croata dominante no período entre guerras.
Pavelić era membro da facção Frankovci do Partido dos Direitos. Ivica Peršić, um político croata da facção concorrente Milinovci, escreveu em suas memórias como a eleição de Pavelić em 1921 elevou significativamente a posição de seu escritório de advocacia em Zagreb — vários clientes judeus ricos pagaram a ele para obter a cidadania iugoslava, e Pavelić posteriormente começou a fazer visitas frequentes a Belgrado, onde ele obteria esses documentos por meio de seu número crescente de conexões com os membros do Partido Radical Popular no poder.
Em 1921, 14 membros do Partido dos Direitos, incluindo Pavelić, Ivo Pilar e Milan Šufflay, foram presos por atividades anti-iugoslavas, por seus supostos contatos com o Comitê Croata, uma organização nacionalista croata que estava sediada na Hungria na época. Pavelić atuou como advogado de defesa no julgamento subsequente e foi libertado.
Em 12 de agosto de 1922, na Igreja de São Marcos, Zagreb, Pavelić casou-se com Maria Lovrenčević. Eles tiveram três filhos, as filhas Višnja e Mirjana e o filho Velimir. Maria era parcialmente judia por parte de mãe e seu pai, Martin Lovrenčević, era membro do Partido dos Direitos e um jornalista conhecido.
Mais tarde, Pavelić tornou-se vice-presidente da Ordem dos Advogados da Croácia, o órgão profissional que representa os advogados croatas.
Em seus discursos no Parlamento Iugoslavo, ele se opôs ao nacionalismo sérvio e falou a favor da independência da Croácia. Ele era ativo com a juventude do Partido Croata dos Direitos e começou a contribuir para os jornais Starčević e Kvaternik.

Os membros sérvios do Parlamento Iugoslavo não gostavam dele e quando um membro sérvio lhe disse boa-noite no parlamento, Pavelić respondeu:
Senhor, ficarei eufórico quando puder lhe dizer boa-noite. Ficarei feliz quando todos os croatas puderem dizer boa-noite e obrigado por esta “festa” que fizemos aqui com vocês. Acho que todos vocês ficarão felizes quando não houver mais croatas aqui.
Em 1927, Pavelić tornou-se vice-presidente do partido.
Em junho de 1927, Pavelić representou o Condado de Zagreb no Congresso Europeu de Cidades em Paris. Quando regressava de Paris, visitou Roma e apresentou um memorando em nome do HSP ao Ministério dos Negócios Estrangeiros italiano, no qual se oferecia para cooperar com a Itália no desmembramento da Iugoslávia. Para obter apoio italiano à independência da Croácia, o memorando efetivamente tornou a Croácia "pouco mais que um protetorado italiano". O memorando também declarou que o Partido dos Direitos reconheceu os assentamentos territoriais existentes entre a Itália e a Iugoslávia, desistindo assim de todas as reivindicações croatas à Ístria, Rijeka, Zadar e às ilhas do Adriático que a Itália havia anexado após a Primeira Guerra Mundial. Essas áreas continham entre 300.000 e 400.000 croatas. Além disso, o memorando também concordou em ceder a Baía de Kotor e os promontórios da Dalmácia de importância estratégica à Itália, e concordou que uma futura Croácia não estabeleceria uma marinha.
Como o político mais radical do Bloco Croata, Pavelić buscou oportunidades para internacionalizar a "questão croata" e destacar a insustentabilidade da Iugoslávia. Em Dezembro de 1927, Pavelić defendeu quatro estudantes macedônios em Skopje  que foram acusados de pertencerem à Organização Revolucionária Secreta da Juventude Macedónia fundada por Ivan Mihailov. Durante o julgamento, Pavelić acusou o tribunal de incriminá-los e enfatizou o direito à autodeterminação. Este julgamento recebeu atenção pública na Bulgária e na Iugoslávia.
Após sua eleição como membro do Bloco Croata na eleição de 1927, Pavelić tornou-se o elo de ligação de seu partido com Nikola Pašić. Ele foi um dos dois candidatos eleitos do Bloco Croata ao lado de Ante Trumbić, um dos principais políticos na criação de um estado iugoslavo. De 1927 a 1929, fez parte da minúscula delegação do Partido dos Direitos no Parlamento Iugoslavo. 
Em 1927, ele contatou secretamente o ditador fascista da Itália, Benito Mussolini, e apresentou-lhe suas ideias separatistas. Pavelić propôs uma Grande Croácia independente que deveria cobrir toda a área histórica e étnica dos croatas. Em meados de 1928, os líderes do Bloco Croata, Trumbić e Pavelić, dirigiram-se ao cônsul italiano em Zagreb para obter apoio para a luta croata contra o regime do Rei Alexandre. Em 14 de julho, eles receberam uma resposta positiva, após a qual Pavelić manteve contato.
O historiador Rory Yeomans afirmou que há indícios de que Pavelić estava considerando a formação de algum tipo de grupo insurgente nacionalista já em 1928.  Após o assassinato de políticos croatas na Assembleia Nacional, do qual foi testemunha ocular, Pavelić juntou-se à Coligação Democrática Camponesa e começou a publicar uma revista chamada  Hrvatski Domobran em que ele defendeu a independência da Croácia. Seu partido político se radicalizou após o assassinato. Ele encontrou apoio na Juventude Republicana Croata de Direitos (Hrvatska pravaška republikanska omladina), uma ala jovem do Partido dos Direitos liderada por Branimir Jelić. Em 1º de outubro de 1928, ele fundou um grupo armado com o mesmo nome, um ato por meio do qual ele convocou abertamente os croatas à revolta. Este grupo treinou como parte de uma sociedade esportiva legal. As autoridades jugoslavas declararam a organização ilegal e proibiram as suas atividades.

## No exílio
Pavelić ocupou o cargo de secretário do Partido dos Direitos até 1929, início da Ditadura de 6 de janeiro no Reino da Iugoslávia. Segundo o historiador croata Hrvoje Matković, depois que o rei declarou sua ditadura, a casa de Pavelić ficou sob constante vigilância policial.
Nesta época, Pavelić começou a organizar a Ustaše (Ustaša – Hrvatski revolucionarni pokret) como uma organização com princípios militares e conspiratórios. A sua fundação oficial foi em 7 de janeiro de 1929. O movimento Ustaše foi “fundado nos princípios do racismo e da intolerância”.
Devido à ameaça de prisão, Pavelić escapou durante um lapso de vigilância e foi para a Áustria na noite de 19/20 de janeiro de 1929. Segundo Tomasevich, Pavelić partiu para Viena para “procurar ajuda médica”.

### Exílio inicial e julgamento
Ele contatou outros emigrantes croatas, principalmente emigrantes políticos, ex-oficiais austro-húngaros, que se reuniram em torno de Stjepan Sarkotić e se recusaram a retornar à Iugoslávia. Após uma curta estadia na Áustria, ao lado de Gustav Perčec, Pavelić mudou-se para Budapeste.
Em março de 1929, os Ustaše iniciaram uma campanha de terrorismo na Iugoslávia com o assassinato de Toni Schlegel em Zagreb. Schlegel era um editor pró-iugoslavo do jornal Novosti que também era um confidente próximo do rei Alexandre.
Depois de estabelecer contato com a Organização Revolucionária Interna da Macedônia em abril de 1929, ele e Perčec foram para Sófia, na Bulgária. Em 29 de abril de 1929, Pavelić e Ivan Mihailov assinaram a Declaração de Sófia, na qual formalizaram a cooperação entre seus movimentos. Na declaração, eles se comprometeram a separar a Croácia e a Macedônia da Iugoslávia. A Iugoslávia protestou junto à Bulgária. Pavelić foi considerado culpado de alta traição e condenado à morte à revelia, juntamente com Perčec, em 17 de agosto de 1929.
Por causa do veredito iugoslavo, em 25 de setembro de 1929 Pavelić foi preso em Viena e expulso para a Alemanha. A estadia de Pavelić na Alemanha foi limitada pela oposição do embaixador alemão na Iugoslávia, Adolf Köster, um apoiador da Iugoslávia. Amigo do Rei Alexandre, ele fez o possível para impedir a atividade nacionalista croata na Iugoslávia. 

### Exílio na Itália
Pavelić deixou a Alemanha com um passaporte falso e foi para a Itália, onde sua família já vivia. Na Itália, ele frequentemente mudava de local e vivia sob nomes falsos, na maioria das vezes como "Antonio Serdar". Como ele estava em contato com as autoridades italianas desde 1927, ele facilmente estabeleceu contato com os fascistas. No outono de 1929, ele estabeleceu contatos com jornalistas italianos e com o irmão de Mussolini, Arnaldo, que apoiavam a independência da Croácia sem qualquer concessão territorial. Pavelić criou simpatia e compreensão pelos croatas entre os italianos.
Nesse outono, Pavelić publicou uma brochura intitulada Estabelecimento do Estado Croata: Paz Duradoura nos Balcãs, que resumia eventos importantes da história croata. As autoridades italianas não queriam apoiar formalmente Ustaše ou Pavelić, para proteger sua reputação; no entanto, o grupo recebeu apoio de Mussolini, que os viu como um meio de ajudar a destruir a Iugoslávia e expandir a influência italiana no Adriático. Mussolini permitiu que Pavelić vivesse exilado em Roma e treinasse seus paramilitares para a guerra com a Iugoslávia. Na organização Ustaša de 1929–1930, os associados mais próximos de Pavelić foram Gustav Perčec, Branimir Jelić, Ivan Perčević e mais tarde Mladen Lorković e Mile Budak.
Os Ustaše começaram com a criação de formações militares treinadas para sabotagem e terrorismo. Com a ajuda financeira de Mussolini, em 1931 Pavelić estabeleceu campos de treino para terroristas, primeiro em Bovegno, na região de Brescia, e encorajou a fundação de tais campos por toda a Itália. Acampamentos foram fundados em Borgotaro, Lepari e Janka-Puszta, na Hungria. Os Ustaše estavam envolvidos no contrabando de armas e propaganda para a Iugoslávia a partir dos seus campos na Itália e na Hungria. A pedido das autoridades italianas, os campos eram frequentemente transferidos. A sede principal da Ustaše ficava inicialmente em Turim e, mais tarde, em Bolonha.
Por iniciativa de Pavelić, seus associados estabeleceram associações Ustaše na Bélgica, Holanda, França, Alemanha, Argentina, Uruguai, Bolívia, Brasil e América do Norte. Pavelić também incentivou a publicação de revistas em vários países.
A série de atentados e tiroteios dos Ustaše na Jugoslávia resultou numa severa repressão da actividade política, uma vez que o Estado respondeu ao terror com terror. Os camponeses croatas empobrecidos foram os mais atingidos pelo contra-terrorismo, geralmente imposto por polícias sérvios.

Em 1932 ele começou um jornal chamado "Ustaša – Arauto dos Revolucionários Croatas" (em croata:  Ustaša – vijesnik hrvatskih revolucionaraca). Desde a sua primeira publicação, Pavelić anunciou que o uso da violência era central para os Ustaše:
“A adaga, o revólver, a metralhadora e a bomba-relógio; estes são os sinos que anunciarão o amanhecer e a ressurreição do Estado Independente da Croácia.”’ 
Segundo Ivo Goldstein, não houve casos de antissemitismo no jornal no início. Goldstein sugere que houve três razões para isso: o foco total dos Ustaše no governo de Belgrado, a falta de capacidade intelectual necessária dentro do movimento Ustaše inicial para desenvolver adequadamente sua ideologia e o envolvimento ativo dos judeus com os Ustaše. Goldstein salienta que, à medida que a ideologia Ustaše se desenvolveu nos últimos anos, tornou-se mais anti-semita.
Em uma reunião realizada em Spittal, na Áustria, em 1932, Pavelić, Perčec e Vjekoslav Servatzy decidiram iniciar uma pequena revolta. Começou à meia-noite de 6 de setembro de 1932 e ficou conhecida como a revolta de Velebit. Liderada por Andrija Artuković, a insurgência envolveu cerca de 20 membros Ustaše armados com equipamento italiano. Eles atacaram uma delegacia de polícia e meia hora depois recuaram para Velebit sem causar vítimas. Esta revolta foi feita para assustar as autoridades iugoslavas. Apesar da pequena escala, as autoridades iugoslavas ficaram nervosas porque o poder dos Ustaše era desconhecido. Como resultado, importantes medidas de segurança foram introduzidas. Esta acção apareceu na imprensa estrangeira, especialmente na Itália e na Hungria.
Em 1 de junho de 1933 e 16 de abril de 1941, o programa Ustaše e "Os Dezassete Princípios do Movimento Ustaše" foram publicados em Zagreb pelo Departamento de Propaganda da Sede Suprema da Ustaša. O principal objetivo era a criação de um estado croata independente com base em suas áreas históricas e étnicas, com Pavelić afirmando que Ustaše deve perseguir esse objetivo por todos os meios necessários, mesmo pela força das armas. De acordo com suas regras, ele organizaria ações, assassinatos e diversões. Com este documento a organização mudou seu nome de Ustaše – Movimento Revolucionário Croata para Ustaše – Organização Revolucionária Croata (em croata:  Ustaša – Hrvatska revolucionarna organizacija; abreviado para UHRO).

### Assassinato do Rei Alexandre e consequências
Ao matar o rei da Iugoslávia, Pavelić viu uma oportunidade de causar tumultos na Iugoslávia e o eventual colapso do estado. Em dezembro de 1933, Pavelić ordenou o assassinato do rei Alexandre. O assassino foi capturado pela polícia e a tentativa de assassinato falhou. No entanto, Pavelić tentou novamente em outubro de 1934 em Marselha.
Em 9 de outubro de 1934, o rei Alexandre I da Iugoslávia e o ministro dos Negócios Estrangeiros francês, Louis Barthou, foram assassinados em Marselha. O autor do crime, Vlado Chernozemski, um revolucionário búlgaro, foi morto logo após o assassinato pela polícia francesa. Três membros da Ustaša, que estavam esperando o rei em diferentes locais, foram capturados e condenados à prisão perpétua por um tribunal francês. Pavelić, juntamente com Eugen Kvaternik e Ivan Perčević, foram posteriormente condenados à morte à revelia por um tribunal francês. O fato de a segurança ser frouxa, embora uma tentativa já tivesse sido feita contra a vida de Alexander, atestava as habilidades organizacionais de Pavelić; ele aparentemente conseguiu subornar um alto funcionário da Sûreté General. O Prefeito da Polícia de Marselha, Jouhannaud, foi posteriormente afastado do cargo. Os Ustaše acreditavam que o assassinato do rei Alexandre tinha efectivamente "quebrado a espinha dorsal da Jugoslávia" e que era a sua "conquista mais importante".
Sob pressão da França, a polícia italiana prendeu Pavelić e vários emigrantes Ustaša em 17 de outubro de 1934. Pavelić foi preso em Turim e libertado em março de 1936. Depois de se encontrar com Eugen Dido Kvaternik no Natal de 1934 na prisão, ele declarou que o assassinato era "a única linguagem que os sérvios entendiam". Durante seu tempo na prisão, Pavelić foi informado sobre a situação na Iugoslávia e sobre as eleições de 5 de maio de 1935, nas quais uma coalizão de partidos de oposição foi liderada pelo líder do HSS, Vladko Maček. Pavelić declarou os resultados das eleições como um "sucesso das ações Ustaše". Em meados da década de 1930, graffiti com as iniciais ŽAP que significa "Viva Ante Pavelić" ( em croata:  Živio Ante Pavelić) começaram a aparecer nas ruas de Zagreb.

Após a libertação de Pavelić da prisão, ele permaneceu sob vigilância das autoridades italianas, e seus Ustaše foram internados. Decepcionado com as relações entre os italianos e a organização Ustaše, Pavelić se aproximou da Alemanha Nazista, que prometeu mudar o mapa da Europa fixado no Tratado de Versalhes de 1919. Em outubro de 1936, ele concluiu uma pesquisa para o Ministério das Relações Exteriores da Alemanha chamada Questão Croata (em croata:  Hrvatsko pitanje; em alemão:  Die kroatische Frage). Segundo Ivo Goldstein, a pesquisa considerou as "autoridades estatais sérvias, a Maçonaria internacional, os judeus e o comunismo" como inimigos e declarou que:
Hoje, quase todos os bancos e quase todo o comércio na Croácia estão nas mãos dos judeus. Isto só se tornou possível porque o Estado lhes concedeu privilégios, porque o governo acreditava que isso enfraqueceria a força nacional croata. Os judeus saudaram a fundação do chamado Estado Jugoslavo com grande entusiasmo porque um Estado nacional croata nunca lhes serviria tão bem como a Jugoslávia. […] Toda a imprensa na Croácia está nas mãos dos judeus. Esta imprensa judaica maçónica ataca constantemente a Alemanha, o povo alemão e o nacional-socialismo.
Segundo Matković, depois de 1937 Pavelić prestou mais atenção aos Ustaše na Iugoslávia do que em outros lugares, já que os emigrantes se tornaram passivos após o assassinato. Em 1938, ele instruiu os Ustaše a formar estações em cidades iugoslavas. A queda do governo de Stojadinović e a criação da Banovina da Croácia em 1939 aumentaram ainda mais a atividade dos Ustaše; eles fundaram a Uzdanica (Esperança), uma cooperativa de poupança. Sob Uzdanica, Ustaše fundou a sede da Universidade Ustaše e a associação ilegal Matija Gubec. No entanto, Pavlowitch observa que Pavelić teve poucos contactos com os Ustaše na Jugoslávia, e que a sua posição estimada dentro dos Ustaše se devia em parte ao seu isolamento em Itália. Apesar do aumento da sua actividade na década de 1930, o movimento registou apenas um crescimento moderado de popularidade, e permaneceu como um grupo marginal.
No final da década de 1930, cerca de metade dos 500 Ustaše na Itália foram voluntariamente repatriados para a Iugoslávia, passaram à clandestinidade e aumentaram suas atividades. Durante a intensificação dos laços com a Alemanha nazista na década de 1930, o conceito de nação croata de Pavelić tornou-se cada vez mais orientado para a raça.
Em 1 de abril de 1937, após o acordo Stojadinović-Ciano, todas as unidades Ustaše foram dissolvidas pelo governo italiano. Depois disso, Pavelić foi colocado em prisão domiciliar em Siena, onde viveu até 1939. Durante este período, ele escreveu sua obra antibolchevique Horrores e Erros (em italiano:  Errori e orrori; em croata:  Strahote zabluda) que foi publicado em 1938. Foi imediatamente apreendido pelas autoridades. No início da Segunda Guerra Mundial, ele se mudou para uma vila perto de Florença, sob vigilância policial até a primavera de 1941.
Depois que a Itália ocupou a Albânia e preparou um ataque à Iugoslávia, Ciano convidou Pavelić para negociações. Eles discutiram a revolta armada croata, a intervenção militar italiana e a criação de um estado croata com uniões monetárias, alfandegárias e pessoais com a Itália, que Pavelić mais tarde recusou.
Em 1940, Pavelić negociou com os italianos por assistência militar na criação de um estado croata separado que teria fortes laços com a Itália, mas esse plano foi adiado pela invasão da França e posteriormente descarrilado por Adolf Hitler.

## Regime Ustaše

### Estabelecimento

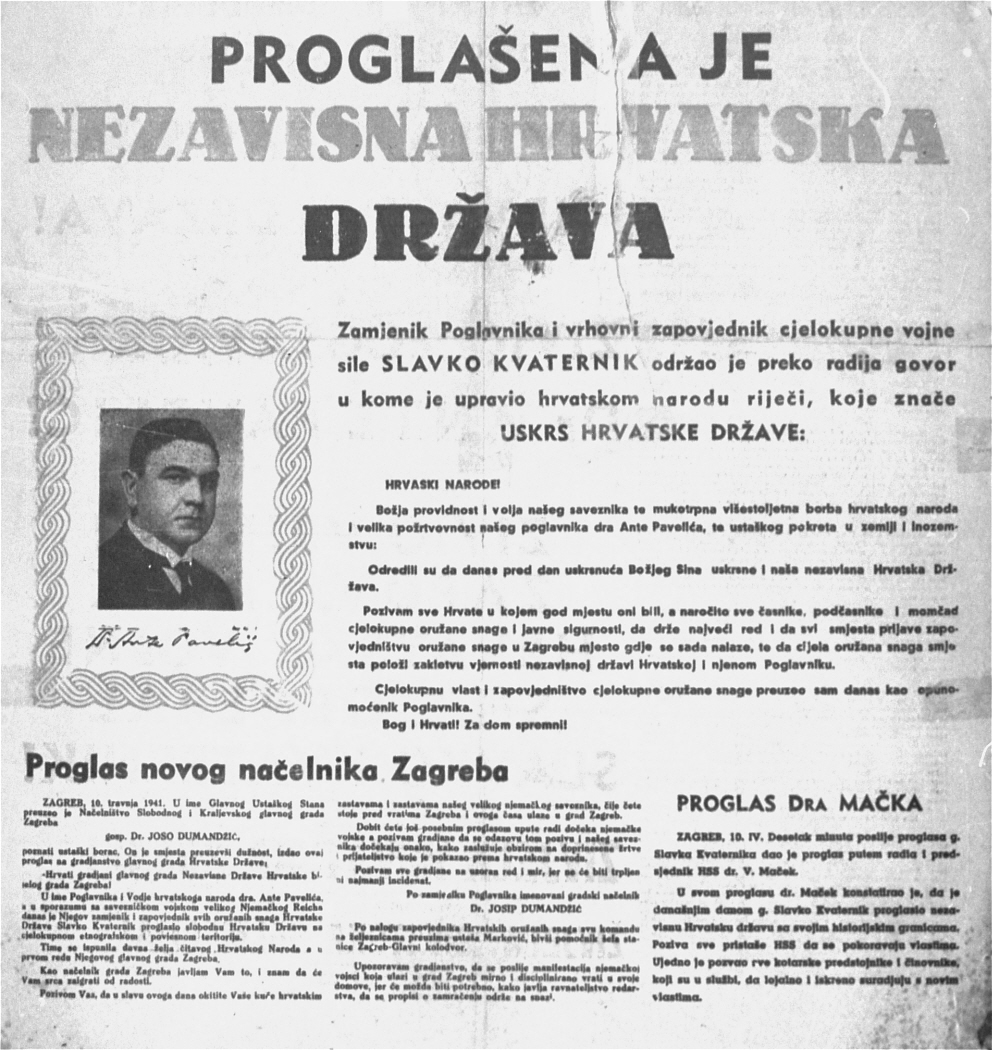
A proclamação oficial do Estado Independente da Croácia por Slavko Kvaternik

Em 25 de março de 1941, a Iugoslávia assinou o Pacto Tripartido, mas dois dias depois o governo foi derrubado num golpe militar sem derramamento de sangue por opositores motivados por uma série de fatores.
Dois dias após o golpe de Belgrado, Mussolini convidou Pavelić de Florença para sua residência particular em Roma, a Villa Torlonia; este foi o primeiro encontro desde a chegada de Pavelić à Itália. Pavelić foi escoltado por Matija Bzik, mas Mussolini recebeu apenas Pavelić. O Ministro dos Negócios Estrangeiros em exercício, Filippo Anfuso, esteve presente na reunião.
Pavelić e Mussolini discutiram a posição da Croácia após a capitulação da Iugoslávia. Mussolini estava preocupado que os planos italianos para a Dalmácia fossem alcançados e, em resposta, Pavelić reconheceu os acordos que havia feito anteriormente e o tranquilizou. Pavelić solicitou a libertação do restante internado Ustaše, um oficial de ligação italiano foi designado para ele, e os italianos também lhe emprestaram uma estação de rádio em Florença para que ele pudesse conduzir transmissões noturnas. Em 1 de abril de 1941, Pavelić apelou à libertação da Croácia.
Em 6 de abril de 1941, o Eixo invadiu a Iugoslávia de várias direções, rapidamente derrotando o mal preparado Exército Real Iugoslavo, que capitulou 11 dias depois. O plano operacional alemão incluía fazer “promessas políticas aos croatas” para aumentar a discórdia interna.
Os alemães geralmente preferiam colaborar com não-fascistas que estivessem dispostos a trabalhar com eles, e só colocavam fascistas declarados no comando como último recurso. A Croácia não foi exceção. Os nazistas queriam que qualquer governo fantoche croata tivesse apoio popular, para que pudessem controlar sua zona de ocupação com forças mínimas e explorar os recursos disponíveis pacificamente. A administração da Banovina da Croácia estava sob o controle de uma aliança do HSS de Vladko Maček e do Partido Democrático Independente Sérvio, majoritariamente croata. Maček era muito popular entre os croatas, foi vice-primeiro-ministro no governo iugoslavo de Cvetković, apoiou a adesão da Iugoslávia ao Eixo e tinha uma força paramilitar pronta na forma do HSS, Defesa Camponesa Croata. Como resultado, os alemães tentaram fazer com que Maček proclamasse um "estado croata independente" e formasse um governo. Quando ele se recusou a cooperar, os alemães decidiram que não tinham outra alternativa senão apoiar Pavelić, embora considerassem que os Ustaše não podiam dar garantias de que poderiam governar da forma que os alemães queriam.
Os alemães estimaram que Pavelić tinha cerca de 900 Ustaše juramentados na Iugoslávia na época da invasão, e os próprios Ustaše consideravam que seus apoiadores somavam apenas cerca de 40.000. Os alemães também consideravam Pavelić um agente italiano ou "homem de Mussolini", mas consideravam que outros Ustašas seniores, como o vice-líder (em croata:  Doglavnik) Slavko Kvaternik era suficientemente pró-alemão para garantir que os seus interesses seriam apoiados por qualquer regime liderado por Pavelić.
Em 10 de abril de 1941, Kvaternik declarou um Estado Independente da Croácia em nome do Poglavnik Ante Pavelić através da Estação de Rádio de Zagreb. Kvaternik estava agindo sob as ordens do SS-Brigadeführer (Brigadeiro) Edmund Veesenmayer. A proclamação foi vista favoravelmente por uma parcela significativa da população, particularmente aqueles que vivem em Zagreb, Herzegovina Ocidental e Lika. A Defesa Camponesa Croata, que tinha sido infiltrada pelos Ustaše, ajudou a desarmar unidades do Exército Real Iugoslavo e a impor algum controlo. No entanto, os Ustashe receberam apoio limitado dos croatas comuns. O comandante das forças alemãs no NDH estimou que apenas cerca de 2% da população do país apoiava o regime Ustashe.
Os Ustaše que tinham sido internados em Itália tinham-se concentrado em Pistoia, cerca de 50 km de Florença, onde receberam uniformes italianos e armas de pequeno porte. Eles foram acompanhados por Pavelić em 10 de abril e ouviram transmissões de rádio anunciando a proclamação do NDH. A visita de Pavelić a Pistoia foi na verdade seu primeiro encontro com os Ustaše após o assassinato em Marselha. Em Pistoia, Pavelić fez um discurso no qual anunciou que a luta por uma Croácia independente estava próxima do fim. Depois disso, ele retornou para sua casa em Florença, onde ouviu a proclamação de Kvaternik em uma transmissão de rádio de Viena. Em 11 de abril, Pavelić foi para Roma, onde foi hospedado por Anfuso, e depois recebido por Mussolini. Durante a reunião, Pavelić recebeu a garantia de que seu governo seria reconhecido imediatamente após sua chegada a Zagreb.
Após um encontro em Roma, Pavelić embarcou no trem com sua escolta Ustaše e foi para Zagreb via Trieste e Rijeka. Ele chegou a Karlovac em 13 de abril com cerca de 250–400 Ustaše, onde foi recebido por Veesenmayer, que foi nomeado pelo ministro das Relações Exteriores alemão Joachim von Ribbentrop para supervisionar a criação do estado. Em Karlovac, Pavelić foi solicitado a confirmar que não havia assumido nenhum compromisso com os italianos, mas o enviado de Mussolini chegou enquanto ele estava lá e negociações ocorreram para garantir que suas mensagens a Hitler e Mussolini lidassem satisfatoriamente com as questões da Dalmácia e o reconhecimento pelas potências do Eixo. Esta questão foi o primeiro sinal das tensões ítalo-alemãs sobre o NDH.

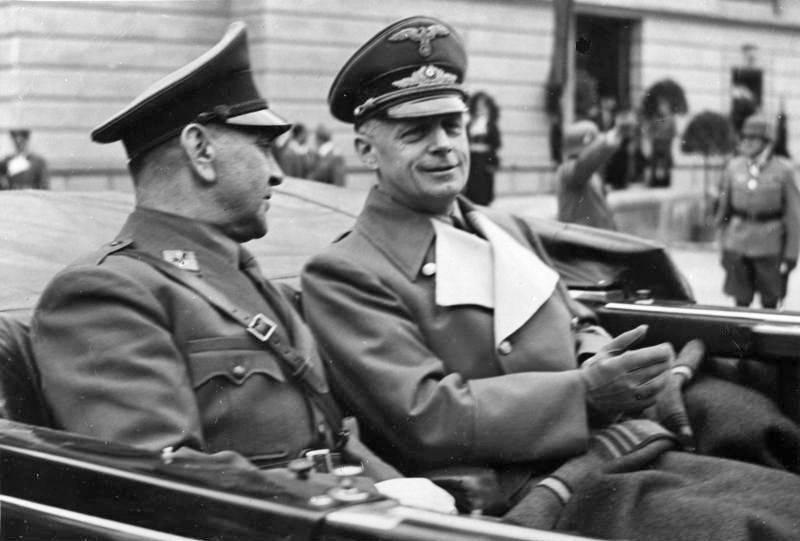
Ante Pavelić (à esquerda) e o ministro das Relações Exteriores alemão Joachim von Ribbentrop em junho de 1941

O reconhecimento diplomático do NDH pelo Eixo foi adiado para garantir que Pavelić fizesse as concessões territoriais prometidas à Itália. Essas concessões significaram que Pavelić entregou à Itália cerca de 5.400 quilômetros quadrados de território com uma população de 380.000 habitantes, sendo cerca de 280.000 croatas, 90.000 sérvios, 5.000 italianos e outros 5.000. Uma vez concluído, Pavelić viajou para Zagreb em 15 de abril, e o reconhecimento do Eixo também foi concedido ao NDH naquele dia.

Em 16 de abril de 1941, Pavelić assinou um decreto nomeando o novo Governo do Estado Croata. Ele foi o primeiro a fazer um juramento, após o qual declarou:
Desde 1102, o povo croata não tem um estado autónomo e independente. E aí, depois de… 839 anos, chegou a hora de formar um governo croata responsável.
Pavelić apresentou assim a NDH como a personificação das “aspirações históricas do povo croata”. O decreto nomeou Osman Kulenović como vice-presidente do governo e Slavko Kvaternik como vice de Pavelić, e nomeou outros oito Ustaše seniores como ministros. Os Ustaše fizeram uso da burocracia existente na Banovina da Croácia, depois que ela foi expurgada e "ustašizada". O novo regime baseou-se no conceito de um estado croata ininterrupto desde a chegada dos croatas à sua pátria contemporânea, e refletiu o nacionalismo croata extremo misturado com o nazismo e o fascismo italiano, o autoritarismo clerical católico e o campesinato do Partido Camponês Croata.
Quando as atrocidades anti-sérvias estavam em andamento, Pavelić permaneceu um católico devoto: ele participava da missa em sua capela, adorava e confessava seus pecados.
Pavelić tentou prolongar as negociações com a Itália sobre a fronteira entre os dois estados. Na época, ele estava recebendo apoio de Berlim. Ciano insistiu que a Itália deveria anexar todo o litoral croata e, depois de algum tempo, os alemães recuaram para proteger as relações germano-italianas. Em 25 de abril, Pavelić e Ciano reuniram-se novamente em Ljubljana para discutir fronteiras. A primeira proposta de Ciano foi a anexação italiana de todo o litoral e interior da Croácia até Karlovac. Outra proposta era um pouco menos exigente, mas com laços mais estreitos com a Itália, incluindo uma união monetária, aduaneira e pessoal. Pavelić recusou e exigiu que os croatas conquistassem as cidades de Trogir, Split e Dubrovnik. Ciano não respondeu, mas prometeu outro encontro. Pavelić ainda contava com o apoio alemão, mas sem sucesso. Em 7 de maio de 1941, Pavelić e Mussolini se encontraram em Tržič e concordaram em discutir o assunto em Roma. Em 18 de maio de 1941, Pavelić foi a Roma com sua delegação e assinou um Tratado de Roma no qual a Croácia cedeu parte da Dalmácia, Krk, Rab, Korčula, Biograd, Šibenik, Trogir, Split, Čiovo, Veliki i Mali Drvenik, Šolta, Mljet e partes de Konavle e da Baía de Kotor para a Itália. Uma proposta croata de que Split e a Ilha Korčula fossem administradas em conjunto foi ignorada. Essas anexações chocaram o povo e levaram à única manifestação pública registrada na história do Estado Independente da Croácia.
Centenas de cidadãos, membros do Movimento Ustaše e do Domobranstvo (Exército) protestaram em 25 de dezembro de 1941. Pavelić tentou recuperar as áreas perdidas, mas escondeu dos italianos seus verdadeiros sentimentos e os do povo para manter o pretexto de boas relações.

### Primeiro-ministro
Pavelić concordou em nomear o Príncipe Aimone, Duque de Aosta, como rei da Croácia para evitar uma união com o Reino da Itália, mas atrasou as formalidades na esperança de ganhar mais território em troca da aceitação do novo rei. Aimone foi oficialmente declarado Rei do Estado Independente da Croácia em 18 de maio de 1941 sob o nome de Tomislav II, e nomeou Pavelić como Primeiro-Ministro. Em março de 1942, Aimone sucedeu seu irmão e se tornou o 4º Duque de Aosta. No entanto, os poderes do rei eram puramente cerimoniais, a ponto de ele nunca ter visitado a Croácia durante seu reinado, mas preferiu lidar com seus deveres reais em um escritório em Roma. Em 10 de julho de 1941, Pavelić aceitou a anexação de Međimurje pela Hungria.

#### Legislação
Em 14 de abril de 1941, num dos seus primeiros atos após assumir o poder, Pavelić assinou o 'Decreto-Lei relativo à Preservação da Propriedade Nacional Croata', que anulou todas as grandes transações imobiliárias feitas por judeus nos dois meses anteriores à proclamação da NDH.
Ele assinou o Decreto-Lei sobre a Protecção da Nação e do Estado em 17 de Abril de 1941, que entrou em vigor imediatamente, era retroactivo e impôs a pena de morte para quaisquer acções que causassem danos à honra ou aos interesses vitais do NDH. Esta lei foi o primeiro de três decretos que efetivamente colocaram as populações sérvias, judaicas e ciganas do NDH fora da lei e levaram à sua perseguição e destruição.
Em 19 e 22 de abril, os Ustashe emitiram decretos suspendendo todos os funcionários de governos estaduais e locais, e empresas estatais. Isto permitiu ao novo regime livrar-se de todos os funcionários indesejados — “em princípio, isto significava todos os judeus, sérvios e todos os croatas de orientação iugoslava”.
Em 25 de abril de 1941, ele sancionou um decreto proibindo o uso do alfabeto cirílico, o que impactou diretamente a população ortodoxa sérvia do NDH, já que os ritos da igreja eram escritos em cirílico.
Em 30 de abril de 1941, Pavelić promulgou a "Lei relativa à Nacionalidade", que essencialmente tornou todos os judeus não cidadãos, e isso foi seguido por outras leis que restringiam seus movimentos e residências. A partir de 23 de maio, todos os judeus foram obrigados a usar etiquetas de identificação amarelas e, em 26 de junho, Pavelić emitiu um decreto que culpava os judeus por atividades contra o NDH e ordenava seu internamento em campos de concentração.

Estadarte de Pavelić

#### Poglavnik
Como primeiro-ministro do NDH, Pavelić tinha controle total sobre o estado. O juramento feito por todos os funcionários do governo declarou que Pavelić representava a soberania do NDH. Seu título Poglavnik representava os laços estreitos entre o estado croata e o movimento Ustaše, já que ele tinha o mesmo título de líder dos Ustaše. Além disso, Pavelić tomou todas as decisões importantes, incluindo a nomeação de ministros de Estado e líderes dos Ustaše. Como o NDH não tinha uma legislatura funcional, Pavelić aprovou todas as leis, o que o tornou a pessoa mais poderosa do estado. Através da incorporação da extrema direita do popular HSS, o regime de Pavelić foi inicialmente aceite pela maioria dos croatas no NDH. O regime também tentou reescrever a história reivindicando falsamente o legado do fundador do HSS Stjepan Radić e do nacionalista croata Ante Starčević.
Logo depois, Pavelić visitou o Papa Pio XII em maio de 1941, tentando obter o reconhecimento do Vaticano, mas falhou (embora o papado tenha colocado uma legação em Zagreb). O Vaticano manteve relações com o Governo iugoslavo no exílio.

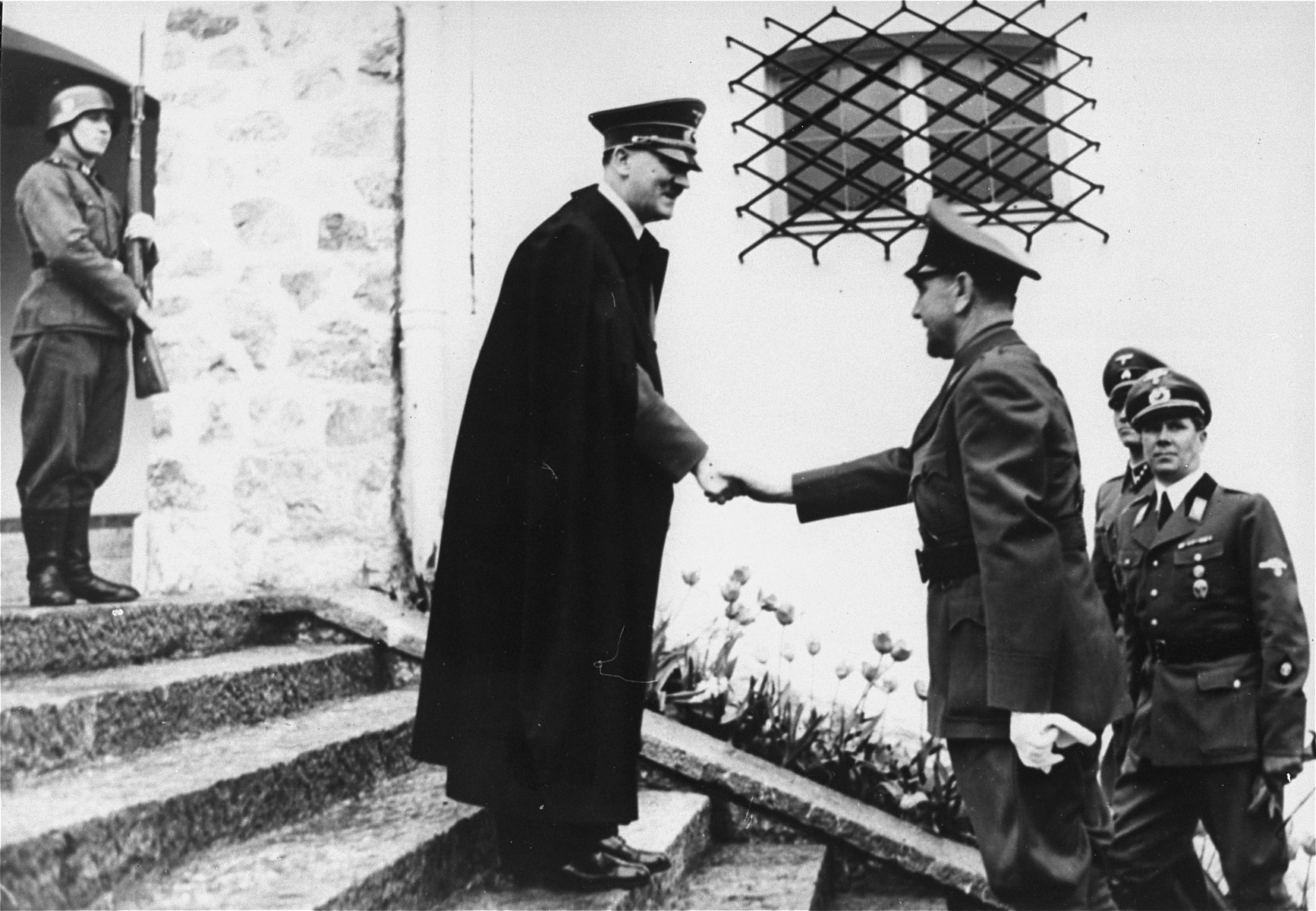
Poglavnik Pavelić recebido por Hitler em 9 de junho de 1941 em sua chegada ao Berghof para uma visita de estado

Em 9 de junho de 1941, Pavelić visitou Hitler no Berghof. Hitler convenceu Pavelić de que ele deveria manter uma política de "intolerância nacional" por cinquenta anos. Hitler também encorajou Pavelić a aceitar imigrantes eslovenos e deportar sérvios para o Território do Comandante Militar na Sérvia. Nos meses seguintes, os Ustaše deportaram cerca de 120.000 sérvios.
Em julho de 1941, o Plenipotenciário Geral Alemão no NDH, Edmund Glaise von Horstenau, encontrou-se com Pavelić para expressar sua "grave preocupação com os excessos dos Ustaše". Esta foi a primeira de muitas ocasiões ao longo dos três anos seguintes em que von Horstenau e Pavelić entraram em conflito sobre a conduta dos Ustaše. No final de 1941, a aceitação do regime de Ustaše pela maioria dos croatas havia se transformado em decepção e descontentamento e, como resultado do terror perpetrado pelo regime, alguns sentimentos pró-iugoslavos estavam começando a ressurgir, junto com sentimentos pró-comunistas. O descontentamento piorou quando Pavelić prendeu Vladko Maček e o enviou para o campo de concentração de Jasenovac em outubro de 1941. No final de 1941, os folhetos de propaganda do HSS apelavam aos camponeses para serem pacientes, pois “o dia da libertação está próximo!”
Na esfera pública, houve esforços para criar um culto à personalidade em torno de Pavelić. Esses esforços incluíram a imposição de uma saudação ao estilo nazista, enfatizando que ele havia sido condenado à morte à revelia por um tribunal iugoslavo e alegando repetidamente que havia passado por grandes dificuldades para alcançar a independência do NDH. Pavelić convocou o Sabor em 24 de janeiro de 1942. Reuniu-se entre 23 e 28 de fevereiro, mas teve pouca influência e, depois de dezembro de 1942, nunca mais foi convocada.

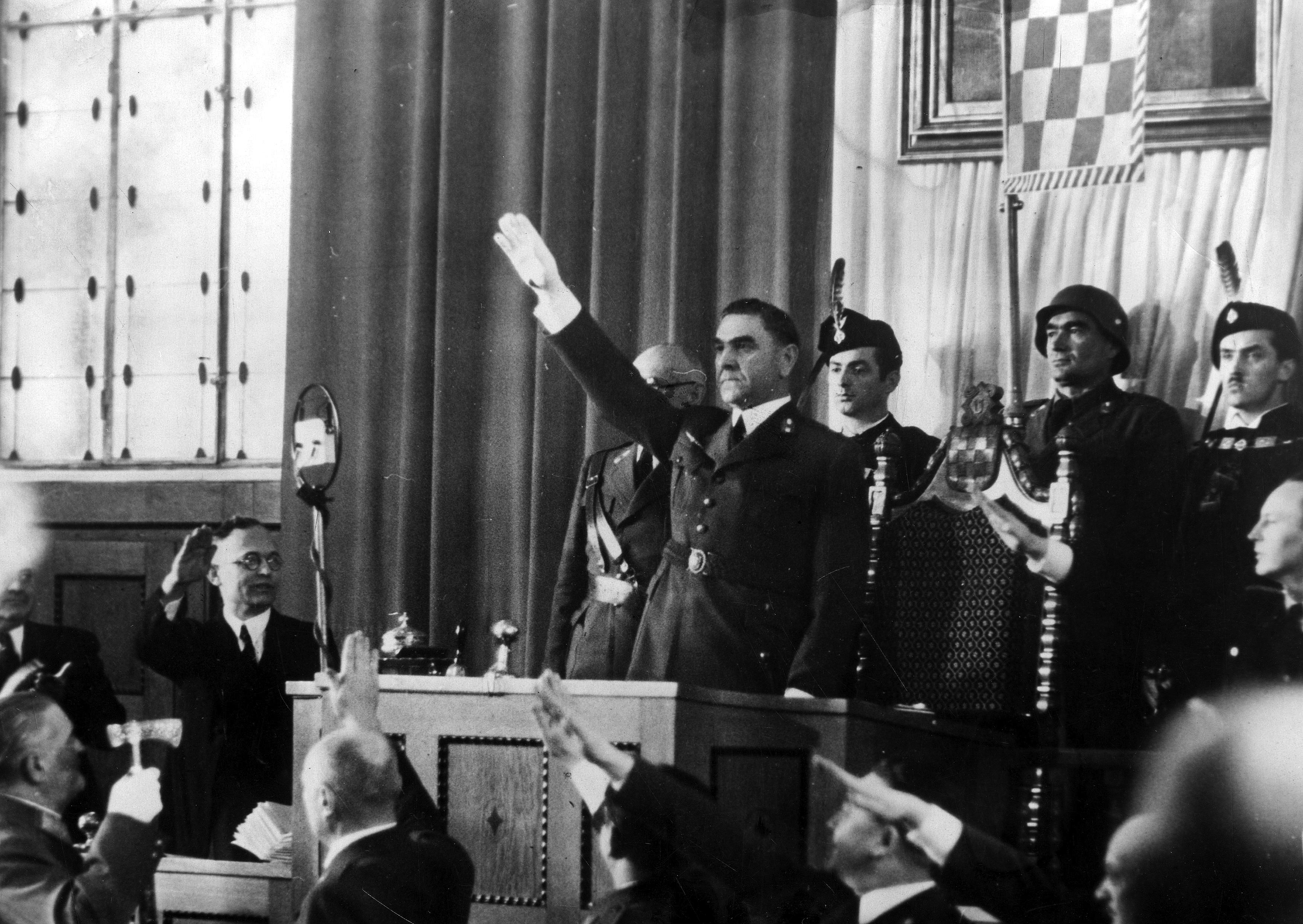
Pavelić cumprimentando o parlamento croata em fevereiro de 1942

Em 3 de março de 1942, Hitler concedeu a Pavelić a Grã-Cruz da Ordem da Águia Alemã. Siegfried Kasche, o enviado alemão, entregou-o a ele em Zagreb. Eugen Dido Kvaternik, filho de Slavko Kvaternik, e um dos principais protagonistas do genocídio dos sérvios em Ustaše, afirmou que Pavelić dirigiu o nacionalismo croata contra os sérvios para distrair a população croata de uma potencial reação contra os italianos por suas concessões territoriais a eles na Dalmácia. As piores políticas dirigidas contra as minorias foram os campos de concentração e de trabalho forçado administrados pelos Ustaše. O campo de concentração mais famoso foi o campo de concentração de Jasenovac, onde 80.000 a 100.000 pessoas morreram, incluindo cerca de 18.000 judeus croatas, ou cerca de 90% da comunidade judaica pré -Segunda Guerra Mundial. 
Pavelić fundou a Igreja Ortodoxa Croata com o objetivo de pacificar os sérvios. No entanto, a ideologia subjacente à criação da Igreja Ortodoxa Croata estava ligada às ideias de Ante Starčević, que considerava que os sérvios eram "croatas ortodoxos", e refletia o desejo de criar um estado croata composto por três grupos religiosos principais: católico romano, muçulmano e ortodoxo croata. Existem algumas evidências de que o estatuto dos sérvios de Sarajevo melhorou depois de se terem juntado à Igreja Ortodoxa Croata em números significativos. Através de conversões forçadas e voluntárias entre 1941 e 1945, 244.000 sérvios foram convertidos ao catolicismo.
Em junho de 1942, Pavelić se encontrou com o General Roatta e eles concordaram que a administração de Ustaše poderia ser devolvida à Zona 3, exceto em cidades com guarnições italianas. Pavelić concordou com a presença contínua da Milícia Voluntária Anticomunista Chetnik nesta zona, e que os italianos interviriam na Zona 3 se considerassem necessário. O resultado desse acordo foi que as forças italianas se retiraram em grande parte de áreas onde o NDH praticamente não tinha presença e nenhum meio de restabelecer sua autoridade. Isto criou uma vasta terra de ninguém, desde Sandžak até à Bósnia ocidental, onde os Chetniks e os Partisans podiam operar.  Em meados de 1942, o regime de Pavelić controlava efetivamente apenas a região de Zagreb, juntamente com algumas cidades maiores que abrigavam fortes guarnições do NDH e alemãs.
Os partidários de Pavelić, principalmente Ustaše, queriam lutar contra os guerrilheiros liderados pelos comunistas, enquanto outros, nervosos com a ideia de uma nova Iugoslávia, também o apoiavam. Em 1941–1942, a maioria dos partisans na Croácia eram sérvios, mas em outubro de 1943 a maioria era croata. Esta mudança deveu-se em parte à decisão de um membro-chave do Partido Camponês Croata, Božidar Magovac, de se juntar aos Partisans em junho de 1943, e em parte à capitulação da Itália.
Pavelić e seu governo dedicaram atenção à cultura. Embora a maior parte da literatura fosse propaganda, muitos livros não tinham base ideológica, o que permitiu que a cultura croata florescesse. O Teatro Nacional Croata recebeu muitos atores mundialmente famosos como visitantes. O maior marco cultural foi a publicação da Enciclopédia Croata, uma obra posteriormente proibida pelo regime comunista. Em 1941, a Federação Croata de Futebol juntou-se à FIFA.
Em 16 de dezembro de 1941, Pavelić encontrou-se com o Ministro dos Negócios Estrangeiros italiano Ciano em Veneza e informou-o de que não restavam mais de 12.000 judeus na NDH.
Na segunda metade de 1942, o comandante-chefe da Wehrmacht do Sudeste, Generaloberst Alexander Löhr e Glaise, instou Hitler a fazer com que Pavelić removesse do poder tanto o incompetente Slavko Kvaternik quanto seu filho, o sanguinário Eugen "Dido" Kvaternik . Quando Pavelić visitou Hitler na Ucrânia em setembro de 1942, ele concordou. No mês seguinte, Slavko Kvaternik foi autorizado a se aposentar na Eslováquia, e Eugen foi com ele. Pavelić usou então os Kvaternik como bodes expiatórios tanto para o terror de 1941–42 como para o fracasso das forças do NDH em impor a lei e a ordem no estado.
Em janeiro de 1943, Glaise disse a Pavelić que seria melhor para todos "se todos os campos de concentração no NDH fossem fechados e seus presos enviados para trabalhar na Alemanha". Löhr também tentou fazer com que Hitler removesse Pavelić, dissolvesse os Ustaše e nomeasse Glaise como general plenipotenciário com autoridade suprema sobre o território do NDH. Em março, Hitler decidiu dar a tarefa de pacificar a NDH ao Reichsführer-SS (marechal de campo) Heinrich Himmler, que nomeou seu próprio plenipotenciário, Generalleutnant der Polizei (major-general de polícia) Konstantin Kammerhofer. Kammerhofer trouxe a 7.ª Divisão de Montanha Voluntária da SS Prinz Eugen para o NDH e estabeleceu uma gendarmaria alemã de 20.000 homens com um núcleo de 6.000 Volksdeutsche reforçado por croatas retirados da Guarda Nacional e da polícia do NDH. Esta nova gendarmaria jurou lealdade a Hitler, não a Pavelić.
Pouco antes da capitulação italiana, Pavelić nomeou um novo governo liderado por Nikola Mandić como primeiro-ministro, que incluía Miroslav Navratil como Ministro das Forças Armadas. Navratil foi sugerido por Glaise e nomeado por Pavelić para apaziguar os alemães. Como resultado direto, as forças armadas de 170.000 homens do NDH foram reorganizadas sob o controle alemão em unidades menores com maior mobilidade e o tamanho da milícia Ustaše também foi aumentado para 45.000.
Em setembro de 1944, Pavelić se encontrou com Hitler pela última vez. Pavelić solicitou que os alemães parassem de armar e fornecer suprimentos às unidades Chetnik e pediu que os alemães desarmassem os Chetniks ou permitissem que o NDH os desarmasse. Hitler concordou que os Chetniks não eram confiáveis e deu ordens às forças alemãs para que parassem de cooperar com eles e ajudassem as autoridades do NDH a desarmá-los. No entanto, os comandantes alemães tiveram margem de manobra suficiente para poderem evitar executar as ordens.

### Após a capitulação italiana
Após a queda do fascismo na Itália, Tomislav II abdicou como rei da Croácia sob as ordens de Vítor Emanuel III. Com a saída oficial do rei, Pavelić assumiu funções como Chefe de Estado do NDH sob o título de Poglavnik e nomeou Nikola Mandić como novo Primeiro-ministro. A Itália foi posteriormente invadida e ocupada pelos alemães na Operação Achse. 
Assim que os italianos capitularam em setembro de 1943, Pavelić rapidamente uniu a Dalmácia anexada pela Itália à NDH e ofereceu anistia aos croatas que se juntaram aos rebeldes. No entanto, os alemães ocuparam eles próprios a zona anteriormente ocupada pelos italianos, incluindo as minas e as principais áreas agrícolas. Em novembro de 1943, Pavelić e seu regime controlavam pouco do território do NDH, e em março de 1944 SS-Brigadeführer und Generalmajor der Waffen-SS (Brigadeiro) Ernst Fick observou que "Em termos de poder, o Dr. Ante Pavelić é apenas prefeito da cidade de Zagreb, excluindo os subúrbios" .
Um dos principais eventos na história do Estado Independente da Croácia foi o golpe Lorković-Vokić de 1944. O ministro Mladen Lorković e o oficial do exército Ante Vokić sugeriram um plano pelo qual a Croácia mudaria de lado na guerra e Pavelić não seria mais chefe de estado, de acordo com as exigências britânicas. A princípio, Pavelić apoiou suas ideias, mas mudou de ideia após a visita de um oficial local da Gestapo que lhe disse que a Alemanha venceria a guerra com novas armas em desenvolvimento.
Pavelić prendeu Lorković e Vokić junto com outros envolvidos no golpe (alguns representantes do Partido Camponês Croata e vários oficiais de Domobran). Lorković e Vokić foram fuzilados no final de abril de 1945 na prisão de Lepoglava. Depois que os planos para um golpe "anglo-americano" foram descobertos, de setembro de 1944 a fevereiro de 1945 Pavelić negociou com a União Soviética. Os soviéticos concordaram em reconhecer o estado croata com a condição de que o Exército Vermelho tivesse livre acesso e os comunistas tivessem liberdade de ação. Pavelić recusou a proposta e permaneceu aliado à Alemanha Nazista até o fim da guerra.

### Genocídio
Como líder do Estado Independente da Croácia, Pavelić foi o principal instigador dos crimes genocidas cometidos no NDH, e foi responsável por uma campanha de terror contra sérvios, judeus, ciganos e croatas e bosníacos anti-Eixo, que incluía uma rede de campos de concentração. Numerosos testemunhos dos Julgamentos de Nuremberg, juntamente com registos em arquivos de guerra alemães, italianos e austríacos, testemunham atrocidades perpetradas contra a população civil. As políticas raciais do NDH contribuíram grandemente para a sua rápida perda de controlo sobre a Croácia, uma vez que alimentaram as fileiras dos Chetniks e dos Partisans e fizeram com que até os nazis tentassem conter Pavelić e a sua campanha genocida.
Em termos da proporção da população do estado morta pelo seu próprio governo, o regime de Pavelić foi o mais assassino da Europa, depois da União Soviética de Stalin, da Alemanha de Hitler, e fora da Europa só foi superado pelo Khmer Vermelho no Camboja e por alguns genocídios em estados africanos. Como principal instigador do genocídio, Pavelić foi apoiado pelo seu mais próximo colaborador Eugen Dido Kvaternik e pelo Ministro do Interior Andrija Artuković, que eram responsáveis pelo planeamento e organização, e Vjekoslav Luburić, que executou as ordens.
No final de abril de 1941, Pavelić foi entrevistado por um jornalista italiano, Alfio Russo. Pavelić declarou que os rebeldes sérvios seriam mortos. Em resposta, Russo perguntou-lhe: "e se todos os sérvios se rebelarem?" Pavelić respondeu: "Nós os mataremos a todos."  Por esta altura ocorreram as primeiras atrocidades em massa, os massacres de Gudovac, Veljun e Glina, que foram cometidos por grupos de Ustaše sob o comando direto de Luburić.

Homens, mulheres e crianças sérvios, judeus e ciganos foram mortos a golpes de facão. Vilarejos inteiros foram arrasados e as pessoas levadas para celeiros, que os Ustaše então incendiaram. Sinagogas também foram destruídas, principalmente a principal em Zagreb, que foi completamente arrasada. O general Edmund von Glaise-Horstenau se apresentou ao Comando do Exército Alemão OKW em 28 de junho de 1941:
[…] de acordo com relatórios confiáveis de inúmeros observadores militares e civis alemães durante as últimas semanas, os Ustaše enlouqueceram.
Em 10 de julho, o General Glaise-Horstenau acrescentou:
As nossas tropas têm de ser testemunhas mudas de tais acontecimentos; não reflecte bem a sua elevada reputação […] Frequentemente ouço-me que as tropas de ocupação alemãs teriam finalmente de intervir contra os crimes de Ustaše. Isso pode acontecer eventualmente. Neste momento, com as forças disponíveis, não poderia pedir tal acção. A intervenção ad hoc em casos individuais poderia fazer com que o Exército Alemão parecesse responsável por inúmeros crimes que não conseguiu prevenir no passado.
Um relatório (ao chefe da SS Heinrich Himmler, datado de 17 de fevereiro de 1942) sobre o aumento das atividades partidárias declarou que "o aumento da atividade dos bandos é principalmente devido às atrocidades cometidas pelas unidades Ustaše na Croácia contra a população ortodoxa". Os Ustaše cometeram seus crimes não apenas contra homens em idade de recrutamento, mas especialmente contra idosos indefesos, mulheres e crianças.
Entre 172.000 e 290.000 sérvios, 31.000 dos 40.000 judeus, e quase todos os 25.000–40.000 ciganos foram mortos no Estado Independente da Croácia pelos Ustaše e seus aliados do Eixo. Tanto judeus quanto ciganos estavam sujeitos a uma política de extermínio. De acordo com um relatório oficial jugoslavo, apenas 1.500 dos 30.000 judeus croatas permaneceram vivos no final da Segunda Guerra Mundial. Cerca de 26.000 ciganos foram assassinados de aproximadamente 40.000 residentes. Cerca de 26.000 antifascistas croatas (partidários, opositores políticos e civis) também foram mortos pelo regime NDH, incluindo cerca de 5.000 a 12.000 antifascistas croatas e outros dissidentes que foram mortos apenas no campo de concentração de Jasenovac.

### Fim do Estado Independente da Croácia
Vendo o colapso da Alemanha e ciente de que o exército croata não poderia resistir aos comunistas, Pavelić iniciou um movimento de suas forças para a Áustria, fazendo com que vários grupos de dezenas de milhares de soldados croatas, bem como civis, iniciassem uma grande marcha para o norte sem uma estratégia clara. Pavelić deixou o país em 6 de maio de 1945 e, em 8 de maio, convocou uma reunião final do governo do NDH em Rogaška Slatina. Na reunião, o general Alexander Löhr informou o governo da capitulação da Alemanha e entregou o comando das forças do NDH a Pavelić. Pavelić posteriormente nomeou comandante do general Vjekoslav Luburić. Mais tarde naquele dia, o comboio de Pavelić passou para a zona de ocupação soviética na Áustria, separado do resto do governo NDH, que foi para a zona de ocupação britânica. O grupo conseguiu entrar na zona de ocupação americana e em 18 de maio chegou à aldeia de Leingreith, perto de Radstadt, onde a esposa de Pavelić, Mara, e suas duas filhas viviam depois de deixar o NDH em dezembro de 1944.
Em 8 de maio, Pavelić ordenou que as colunas de NDH continuassem para a Áustria e que se recusassem a se render ao avanço do Exército Iugoslavo, planejando, em vez disso, se render aos britânicos. No entanto, eles foram mandados de volta em meados de maio nas repatriações de Bleiburg, e muitos foram posteriormente mortos pelo Exército Iugoslavo. O grande número de civis retardou a retirada, tornou a rendição inviável para os Aliados e, em última análise, levou à crença de que eles não eram nada mais do que um escudo humano para os Ustashe. Por seu abandono de soldados e civis croatas, emigrantes croatas posteriores acusariam Pavelić de covardia.
Vários membros do governo NDH foram executados após um julgamento de um dia em Zagreb, em 6 de junho. Pouco depois disso, Pavelić mudou-se para a aldeia de Tiefbrunau, mais perto de Salzburgo. Em setembro, autoridades americanas — acreditando que a família era refugiada e desconhecia sua identidade — os reassentou na aldeia de St. Gilgen. Depois de St Gilgen, Pavelić ficou com a família de um revolucionário macedônio do pré-guerra por várias semanas antes de se estabelecer em Obertrum. Pavelić ficou lá até abril de 1946.

## Pós-guerra

### Itália

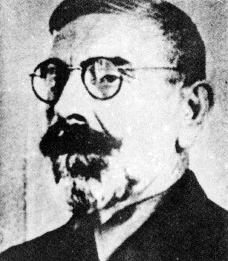
Foto de Pavelić em seu passaporte falso sob o nome Pablo Aranjos

Ele entrou na Itália disfarçado de padre e com passaporte peruano. Passando por Veneza e Florença, ele chegou a Roma na primavera de 1946 disfarçado de padre católico e usando o nome de Don Pedro Gonner. Ao chegar a Roma, ele recebeu abrigo do Vaticano e ficou em várias residências que pertenciam ao Vaticano enquanto estava em Roma, onde começou a reunir seus associados. Pavelić formou o Comitê Estadual Croata (em croata:  Hrvatski državni odbor) liderado por Lovro Sušić, Mate Frković e Božidar Kavran. 
A imprensa iugoslava afirmou que Pavelić tinha ficado na residência papal de verão em Castel Gandolfo, enquanto informações da CIA afirmam que ele ficou em um mosteiro perto da residência papal no verão e outono de 1948.
Por algum tempo, Pavelić se escondeu em uma casa jesuíta perto de Nápoles. No outono de 1948, ele conheceu Krunoslav Draganović, um padre católico romano, que o ajudou a obter um passaporte da Cruz Vermelha em nome húngaro de Pál Aranyos. Draganović supostamente planejou entregar Pavelić à polícia italiana, mas Pavelić evitou a captura e fugiu para a Argentina. Os EUA nunca tiveram qualquer intenção de extraditar Pavelić para a Iugoslávia, mesmo que soubessem da sua localização.

### Argentina, Chile e tentativa de assassinato
Pavelić chegou a Buenos Aires em 6 de novembro de 1948 no navio mercante italiano Sestriere, onde viveu inicialmente com o antigo Ustaše e escritor Vinko Nikolić. Em Buenos Aires, Pavelić foi acompanhado por seu filho Velimir e sua filha Mirjana. Logo depois, sua esposa Maria e sua filha mais velha Višnja também chegaram. 
Pavelić assumiu o cargo de conselheiro de segurança do presidente argentino Juan Perón. Os documentos de chegada de Pavelić mostram o nome falso de Pablo Aranjos, que ele continuou a usar. Em 1950, Pavelić recebeu anistia e foi autorizado a permanecer na Argentina junto com outros 34.000 croatas, incluindo ex-colaboradores nazistas e aqueles que fugiram do avanço dos Aliados. Depois disso, Pavelić voltou ao seu antigo pseudônimo Antonio Serdar e continuou a viver em Buenos Aires. 
Segundo Robert B. McCormick, o Vaticano viu Pavelić como um homem que cometeu erros, mas lutou por uma causa justa.
Como para a maioria dos outros imigrantes políticos na Argentina, a vida era difícil e ele teve que trabalhar (como pedreiro). Seu melhor contato com os Peróns foi outro ex-Ustaše Branko Benzon, que mantinha boas relações com Evita Perón, esposa do presidente. Benzon foi brevemente embaixador croata na Alemanha durante a Segunda Guerra Mundial e conheceu Hitler pessoalmente, o que beneficiou as relações croata-alemã . Graças à amizade de Benzon com Evita Perón, Pavelić se tornou dono de uma influente empresa de construção. Pouco tempo depois de chegar, ele se juntou à organização relacionada a Ustaše, "Guarda Nacional Croata" (em croata:  Hrvatski Domobran).
No final da década de 1940, muitos antigos Ustaše se separaram de Pavelić porque acreditavam que os croatas, agora sob novas circunstâncias, precisavam de uma nova direção política. Muitos que se separaram de Pavelić continuaram a se chamar Ustaše e buscaram o renascimento do Estado Independente da Croácia. O mais conhecido desses separatistas foi o ex-oficial Ustaše e chefe da rede de campos de concentração e extermínio da NDH, Vjekoslav Luburić, que vivia na Espanha. Na Argentina, Pavelić usou a "Guarda Nacional Croata" para reunir emigrantes políticos croatas. Pavelić tentou expandir as atividades desta organização e, em 1950, fundou o Partido do Estado Croata, que deixou de existir naquele ano.
Em 10 de abril de 1951, no 10.º aniversário do Estado Independente da Croácia, Pavelić anunciou o Governo do Estado da Croácia. Este novo governo considerava-se um governo no exílio. Outros emigrantes Ustaše continuaram a chegar à Argentina e se uniram sob a liderança de Pavelić, aumentando suas atividades políticas. O próprio Pavelić permaneceu politicamente activo, publicando várias declarações, artigos e discursos nos quais afirmava que o regime comunista iugoslavo promovia a hegemonia sérvia.
Em 1954, Pavelić se encontrou com Milan Stojadinović, um ex-primeiro-ministro real iugoslavo, que também morava em Buenos Aires. O assunto da reunião era tentar encontrar uma solução para a histórica conciliação entre sérvios e croatas. A reunião gerou controvérsia, mas não teve significado prático. Em 8 de junho de 1956, Pavelić e outros imigrantes Ustaše fundaram o Movimento de Libertação Croata (em croata:  Hrvatski oslobodilački pokret ou HOP), que visava restabelecer o nazismo e o NDH. O HOP via-se como “um adversário determinado do comunismo, do ateísmo e do iugoslavismo em qualquer forma possível”.

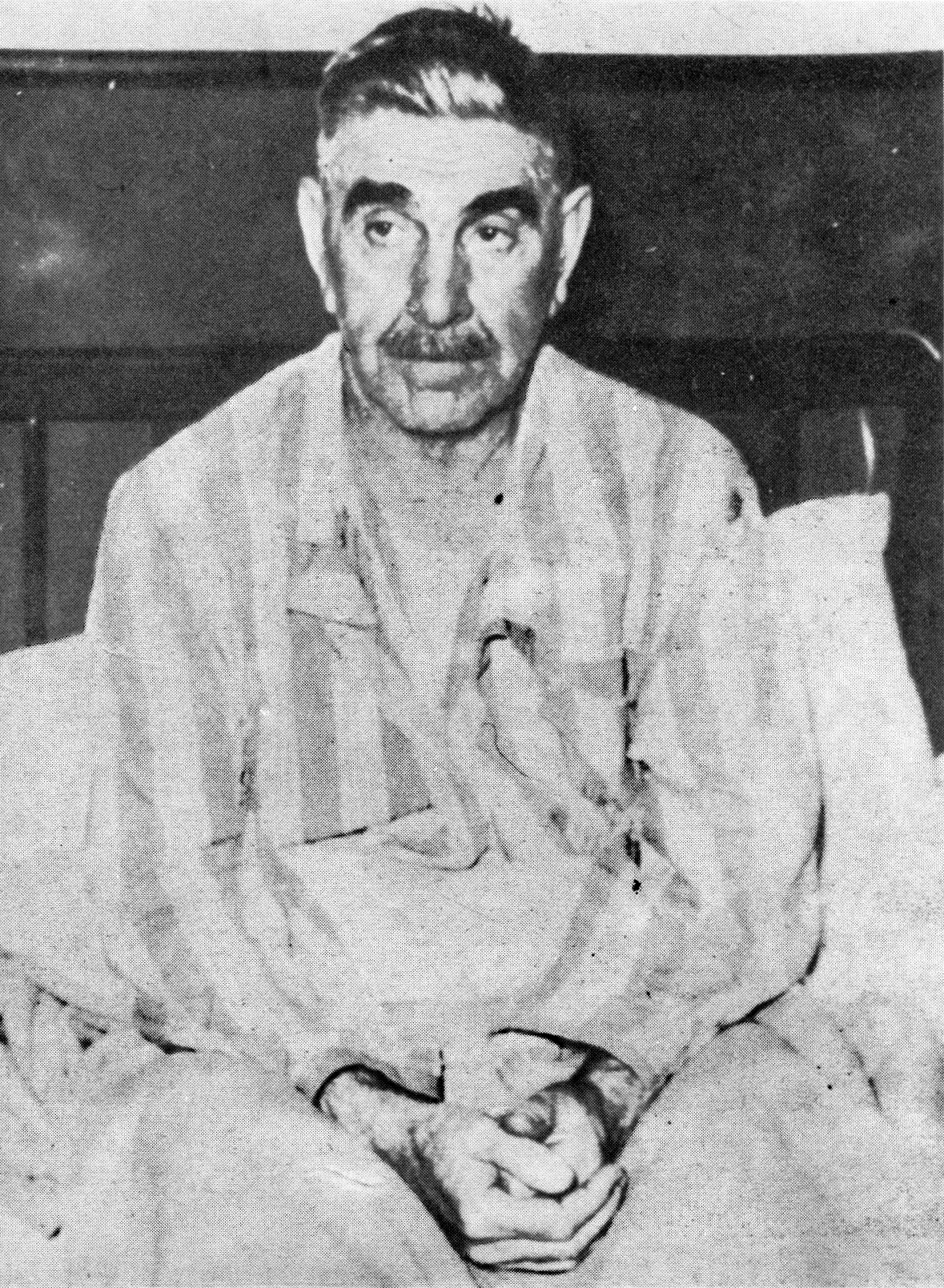
Pavelić no hospital de Ciudad Jardín Lomas del Palomar, Buenos Aires, se recuperando após a tentativa de assassinato

Em 10 de abril de 1957, no 16.º aniversário da fundação do Estado Independente da Croácia, Pavelić foi gravemente ferido em uma tentativa de assassinato pelo sérvio Blagoje Jovović, um dono de hotel e ex-oficial real iugoslavo que esteve nos Chetniks montenegrinos durante a guerra.
Jovović tentou assassinar Pavelić diversas vezes, planejando isso já em 1946, quando soube que Pavelić estava escondido dentro do Vaticano. Jovović atirou em Pavelić nas costas e na clavícula enquanto este saía de um ônibus em El Palomar, um subúrbio de Buenos Aires perto de sua casa. Pavelić foi transferido para o hospital Sírio-Libanês, onde sua verdadeira identidade foi estabelecida. Após a queda de Perón, Pavelić caiu em desgraça com o governo argentino; a Iugoslávia novamente solicitou sua extradição. Pavelić se recusou a ficar no hospital, mesmo com uma bala alojada em sua coluna. Duas semanas após o tiroteio, quando as autoridades argentinas concordaram em atender ao pedido de extradição do governo iugoslavo, ele se mudou para o Chile. Passou quatro meses em Santiago e depois mudou-se para Espanha. Circularam relatos de que Pavelić havia fugido para o Paraguai para trabalhar para o regime de Stroessner; seu asilo espanhol só foi conhecido no final de 1959.

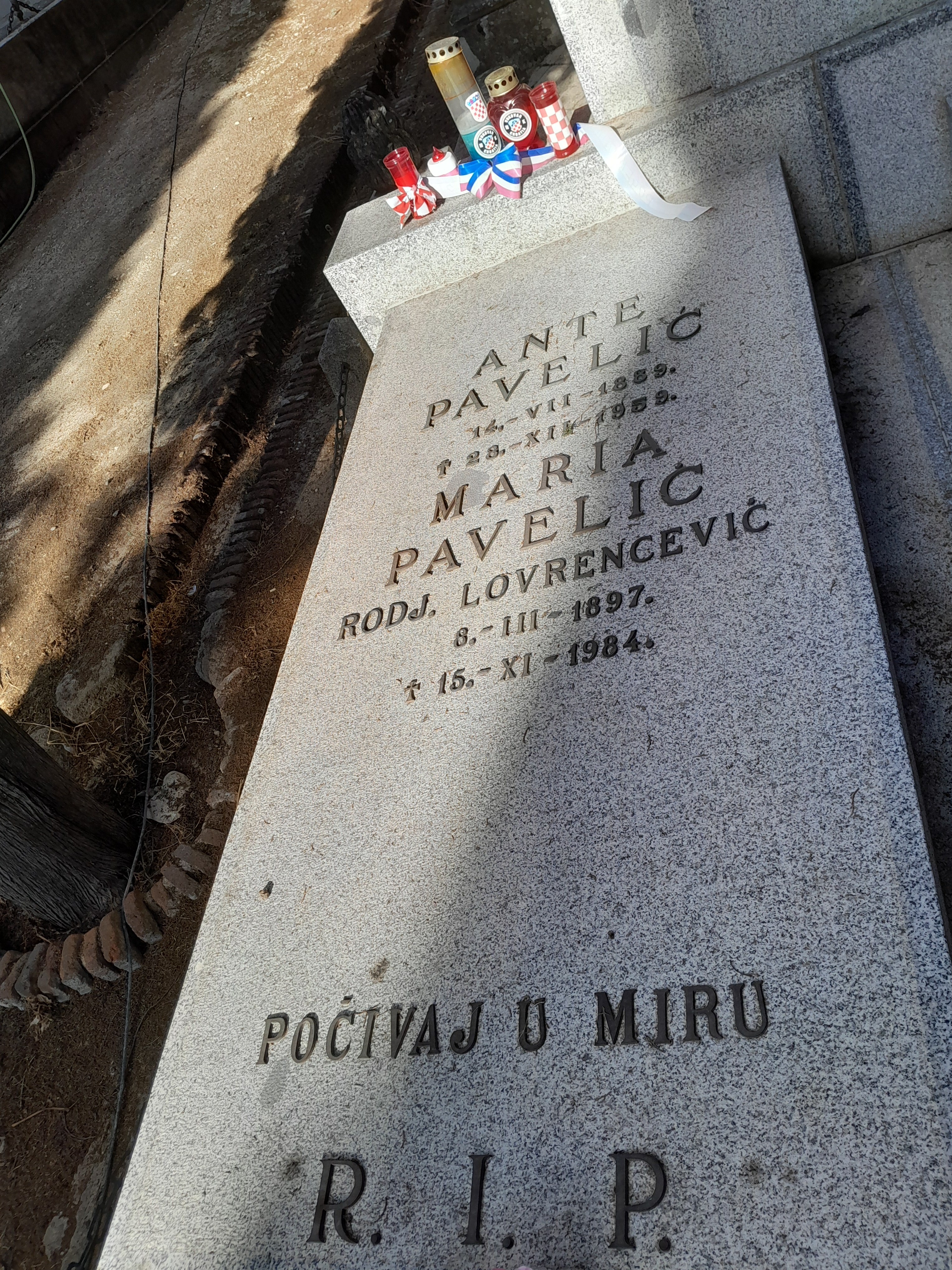
Túmulo de Ante Pavelić no Cemitério de San Isidro, em Madrid

### Morte na Espanha
Pavelić chegou a Madrid em 29 de novembro de 1957. Ele continuou mantendo contato com membros do Movimento de Libertação Croata e recebeu visitantes do mundo todo. Pavelić vivia secretamente com sua família, provavelmente por acordo com as autoridades espanholas. Embora tenha recebido asilo, as autoridades espanholas não lhe permitiram aparições públicas. Em meados de 1958, ele enviou uma mensagem de Madri à Assembleia das Sociedades Croatas em Munique.
Ele expressou seu desejo de que todos os croatas se unissem com o objetivo de restabelecer o Estado Independente da Croácia. Alguns grupos se distanciaram de Pavelić e outros o fizeram após sua morte. Em seu testamento, ele nomeou Stjepan Hefer como seu sucessor como presidente do Movimento de Libertação Croata. Pavelić morreu em 28 de dezembro de 1959 no Hospital Alemán em Madrid aos 70 anos de idade devido aos ferimentos sofridos na tentativa de assassinato de Jovović. Ele foi enterrado no Cemitério de San Isidro, o cemitério privado mais antigo de Madri.

## Na cultura popular
- O conto de Harry Turtledove, Ready for the Fatherland, se passa em uma história alternativa onde o Estado Independente da Croácia continua existindo em 1979. Pavelić é reverenciado como o primeiro Poglavnik e sua imagem aparece na moeda principal do Estado, mas não são compartilhados mais detalhes sobre como sua vida se desenrolou naquela linha do tempo, que divergiu da nossa em fevereiro de 1943.[156]
- Em um filme de comédia croata de 2015, National Hero Lily Vidić, Pavelić é interpretado por  Dražen Čuček. O filme acompanha um grupo de guerrilheiros iugoslavos, liderados pela jovem poetisa Lily Vidić, que competem no show de talentos fictício do NDH, "Factor X", cujo vencedor ganha a chance de se apresentar na recepção de Pavelić para Hitler. Os partisans veem isso como uma oportunidade para matar Hitler e Pavelić, e assim acabar com a Segunda Guerra Mundial.[157] Em 2017, o filme foi adaptado para uma peça teatral onde Pavelić foi interpretado por Boris Mirković.[158]